# Cygnus columbianus columbianus
El cisne chico o silbador (Cygnus columbianus columbianus) es una de las dos subespecies de cisne chico, distribuida en América del Norte. Algunos autores consideran que las dos subespecies son especies diferenciadas, nombrando a la norteamericana como Cygnus columbianus y a la euroasiática como Cygnus bewickii.

## Características
Este cisne es más bien pequeño. Los machos tienen una longitud total de 1,5 metros, con un peso medio de 7,1 kg y un peso máximo de 9,6 kg. Las hembras son más pequeñas, el peso medio es de 6,2 kg. No hay dimorfismo sexual en el plumaje de los sexos, siendo blanco. Se distingue de Cygnus columbianus bewickii por tener una pequeña pinta o ligera mancha amarilla en la base del pico, próxima a los ojos. Si observamos con atención a Cygnus columbianus bewickii en la fotografía de la galería toda la base del pico es amarilla y no hay pinta.

## Distribución
Cría durante la primavera boreal, en regiones cercanas al mar, desde Alaska hasta la Bahía de Hudson, en Estados Unidos. Migra en invierno al sur en Estados Unidos y México. Se los ha visto en Europa, las Antillas Mayores y en Japón.

## Taxonomía
Algunos autores clasifican elevan a especie ambas subespecies, con los nombres Cygnus columbianus y Cygnus bewickii.

## Galería de imágenes

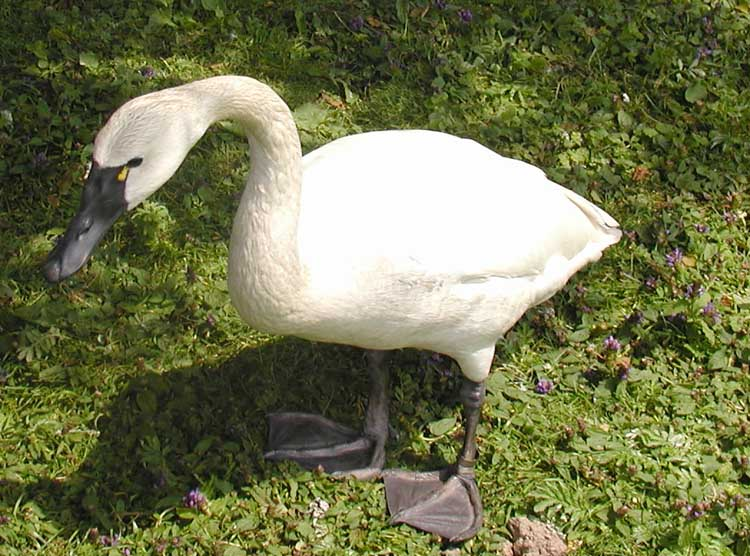
Cygnus columbianus columbianus
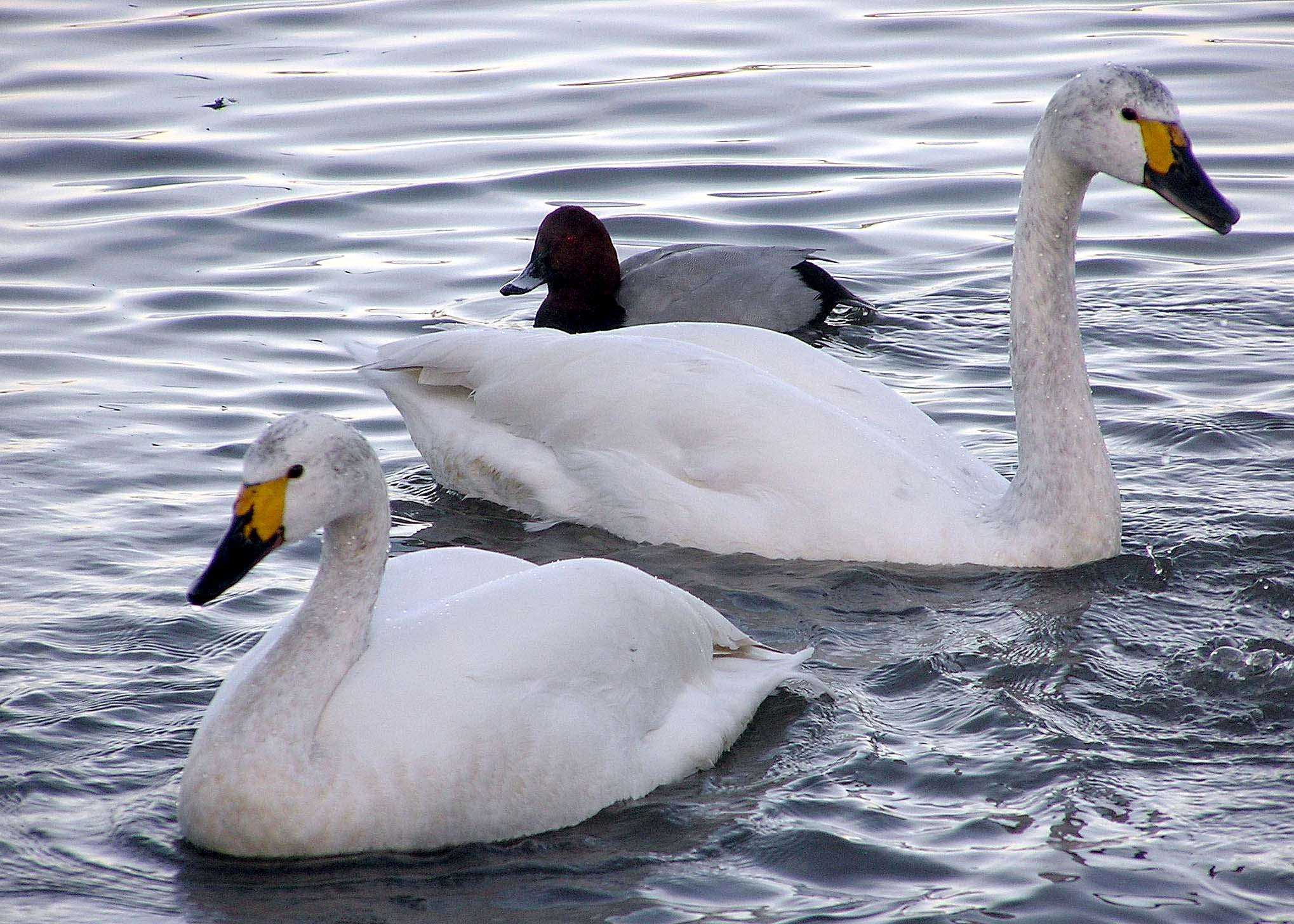
Cygnus columbianus bewickii
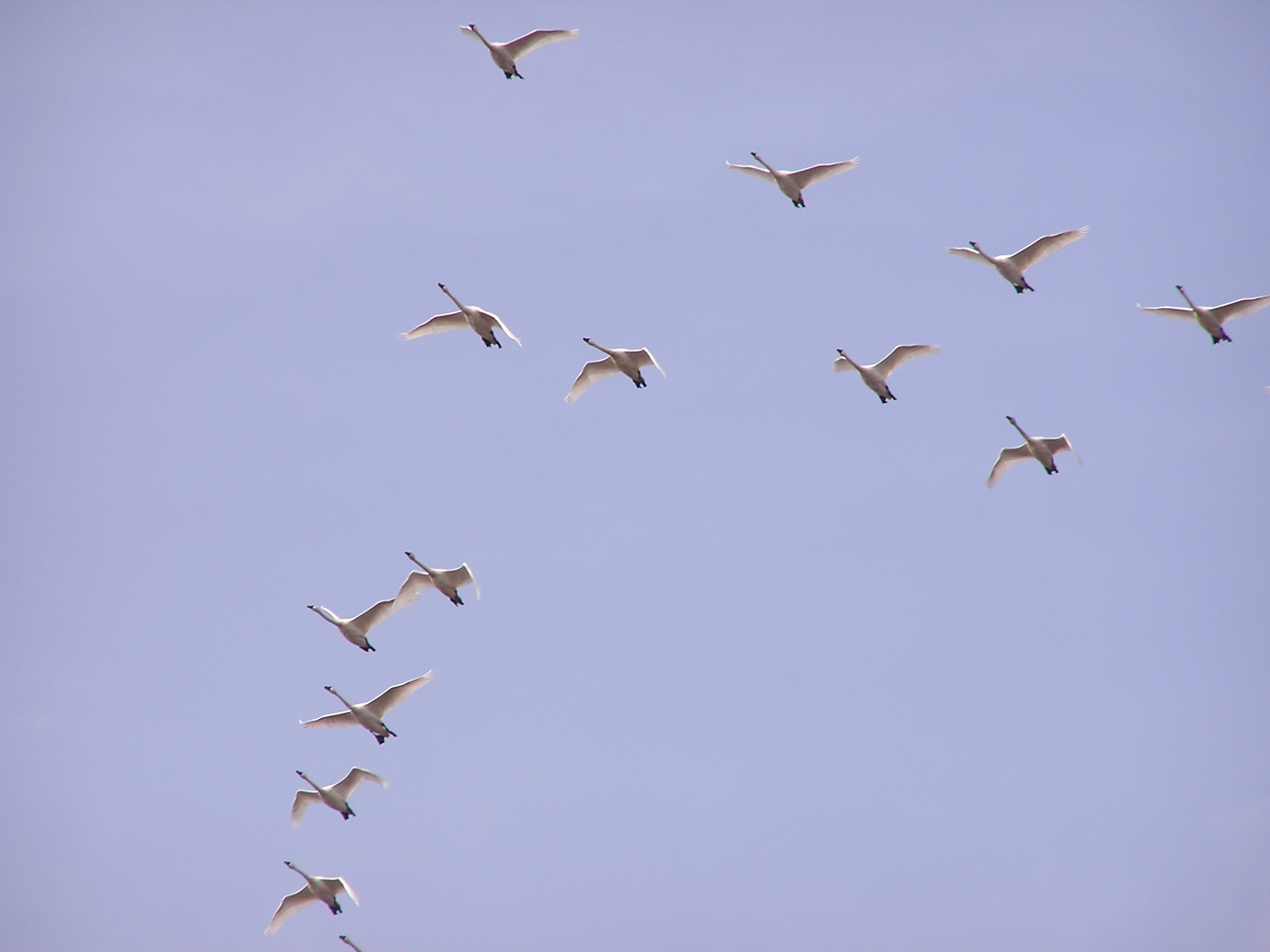
Bandada en vuelo
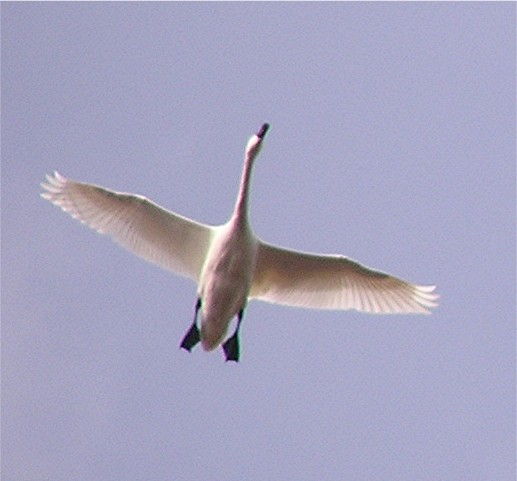
Individuo en vuelo

- Datos: Q21401393
- Multimedia: Cygnus columbianus columbianus / Q21401393
- Especies: Cygnus columbianus columbianus